# Automatic Writing
Automatic Writing es el álbum debut de la banda estadounidense de rock experimental Ataxia, lanzado al mercado el 10 de agosto de 2004 a través de Record Collection. Ataxia estuvo formada por John Frusciante, guitarrista de Red Hot Chili Peppers, Joe Lally de Fugazi y Josh Klinghoffer, Exguitarrista de Red Hot Chili Peppers. 
La banda grabó diez canciones en un período de dos semanas, unos 80 minutos de contenido aproximado, de las cuales cinco aparecen en este disco. El segundo y último álbum de la banda, AW II, lanzado el 29 de mayo de 2007, contiene las cinco pistas restantes de la misma sesión de grabación.

## Lista de canciones
1. "Dust" – 8:56
2. "Another" – 6:22
3. "The Sides" – 6:45
4. "Addition" – 10:15
5. "Montreal" – 12:24

## Personal
Ataxia
- John Frusciante – guitarra, sintetizadores, voz
- Joe Lally – bajo, voz ("Montreal")
- Josh Klinghoffer – batería, sintetizadores, voz ("Another")

Producción
- John Frusciante - productor
- Ryan Hewitt - ingeniero de sonido, mezclas
- Ryan Castle - asistente
- Bernie Grundman - masterización

Diseño
- Lola Montes - fotografía
- Mike Piscitelli - diseño
- John Frusciante - diseño